# Сент-Мері (округа, Ямайка)
Сент-Мері (англ. Saint Mary, ям. креол Sin Mieri Parish) — округа (парафія), розташована в північно-східній частині острова Ямайка. Входить до складу неофіційного графства Мідлсекс. На сході межує з округою Портленд, на півночі — з округами Сент-Кетерин та Сент-Ендрю, на заході — з округою Сент-Енн.
Столиця — містечко Порт-Марія.